# Какофонія Донбасу
Какофонія Донбасу — український документальний фільм 2018 року українського режисера та сценариста Ігоря Мінаєва, як дослідження міфу про Донбас, знятий кінокомпанією «Тремпель Фільмз» за підтримки Державного агентства України з питань кіно.

## Сюжет
У фільмі-дослідженні одночасно демонструються події у двох площинах. У першій — показано життя у регіоні очима радянської пропаганди та Донбас як вітрина ідеології. Розповідається про ідеологію, якою маніпулювали людьми, коли була створена радянська міфологія, що Донбас — головний вугільний регіон не лише України, але і колишнього Радянського Союзу. Цій площині протиставляється реальне життя, приховане від зайвих поглядів. Коли приховувались факти загибелі шахтарів у СРСР. Не дивлячись на ідеологічне оспівування праці і людей, що працюють (міф), в реаліях замість радості й добробуту регіон покрила омана й маніпуляція. від так, можлива гучна симфонія Донбасу перетворюється на какофонію. Творцями стрічки зібрані унікальні архівні матеріали, відео з соцмереж, інтерв'ю з учасниками та очевидцями історичних подій війни на сході, що триває з 2014 року. Режисер показує історію та еволюцію образу Донбасу від фільмів Дзиґи Вертова («Симфонія Донбасу», знятого в 1930-у році на замовлення КПРС) та кліпів гурту «Пающіє труси» до свідчень полонених, що зазнали тортур з боку бійців так званої ДНР.
|  | «Працюючи над Какофонією Донбасу, ми дуже хотіли донести до світової спільноти ідею, що радянська, сьогоднішня російська пропаганда і fake news – це речі одного порядку. Мета їх – викривлення реальності і моделювання світу, що є дуже небезпечним. Тому те, що відбувається сьогодні в Україні, стосується всього світу», – вважають автори стрічки. |

## Творці фільму
- Оператор-постановник стрічки — Володимир Палілік,
- режисер монтажу — Олександр Подопригора,
- композитор — Вадим Шер,
- звукорежисер — Олег Кульчицький,
- продюсер — Юрій Леута.

## Фільмування
Фінансування фільму здійснювалось за фінансової підтримки Державним агентством України з питань кіно. Для фільмування стрічки кінокомпанія «Тремпель Фільмз» одержала 1 млн. 097 тис. 330 грн. Договір було укладено 14 грудня 2016 року. Загальний бюджет фільму склав 4 млн грн. Фільмування тривало з листопада 2016 до грудня 2017 років.

## Демонстрація
Уперше документальний фільм було продемонстровано у березні 2018 року на фестивалі Docudays UA. Того ж року фільм взяв участь у конкурсній програмі 34-го Варшавського міжнародного кінофестивалю.
Наприкінці березня 2019 року фільм демонструвався у кінопрокаті Франції. Прокатом картини у Франції займалася компанія Zelig Films Distribution.
Стрічка з квітня 2020 року (до шостої річниці початку війни з Росією) демонструється онлайн на платформі Takflix.

## Рецензії на фільм
Римма Зюбіна, член Комітету з Національної премії України імені Тараса Шевченка у поданні на премію, звернула увагу, що у фільмі показано, як за Радянського Союзу будувався міф про шахтарів-героїв. Цензура не пропускала жодного правдивого слова або зображення реального життя шахтарів. «Какофонія Донбасу», певним чином, відкриває реальне життя, раніше приховане за зачиненими дверима. Ще одне важливе питання, яке зачіпає «Какофонія Донбасу», — це питання ненависті, яку спровокувала війна в цьому регіоні. Пропаганда радянського періоду повністю підірвала віру людей в реальність, оскільки вона була підмінена картонними декораціями. Так пропаганда допомогла вторгненню Росії на Донбас. Але картина йде ще далі в своїх роздумах: те, що сталося в одному регіоні, може трапитися де завгодно там, де пропаганда маніпулює людьми.
Анастасія Саянова звертає увагу на тому, що режисер навмисно показує дисонанс між реально-документальними та міфічно-постановочними епізодами: «Хоча фільм знято вже під час війни на сході України, Мінаєв навмисно „ставить крапку“ перед початком воєнних подій 2014-го. Його завданням було не показати свій погляд на війну, а розвінчати вичищений до блиску соціалістичний міф про життя на Донбасі, неприкрашено показати справжній шахтарський регіон. На цей раз дають висловитися не лише механізмам, а й людям…».